# TVR Cluj
TVR Cluj este unul din posturile regionale ale Societății Române de Televiziune (TVR), care emite în regiunea Transilvaniei.

## Istoric
TVR Cluj a luat ființă ca primul studio teritorial al Televiziunii Române. Istoria TVR Cluj a început în anul 1972, când la Studioul Teritorial de Radio Cluj de pe strada Donath a fost repartizat un car de transmisii de televiziune, moment în care a luat ființă Studioul Teritorial Cluj al Radioteleviziunii Române. La 14 aprilie 1985, din ordinul direct al lui Nicolae Ceaușescu, Studioul de Radioteleviziune din Cluj a fost închis fără nici o explicație.
În zilele Revoluției din Decembrie 1989, foștii angajați ai RTV Cluj au refăcut echipa și au reînființat Studioul din Cluj al Radioteleviziunii Române. Echipa care a transmis de aici încă din decembrie 1989 corespondențe pentru TVR, a reușit să emită primele programe proprii din 3 ianuarie 1990. În decembrie 1994 Societățile de Radio și Televiziune se separă, moment din care apar Radio Cluj, studio teritorial al Societății Române de Radiodifuziune, și TVR Cluj, studio teritorial al Societății Române de Televiziune.

## Programe
TVR Cluj își difuzează programele pe frecvențele proprii (terestra și de satelit), precum și pe canalul TVR 3, în principal în limba română, dar și în limbi ale minorităților, cea mai mare pondere având-o limba maghiară.
Producții ale TVR Cluj sunt difuzate de asemenea pe TVR 3. 

### Emisiuni informative
Emisiunile informative sunt difuzate sub numele de Jurnal Regional pe TVR Cluj.
De luni până vineri Jurnalul Regional este difuzat la ora 18.00, urmat de la ora 18.30 de emisiunea "Studio Deschis", un talk-show pe probleme de actualitate în direct; Sâmbăta și duminica Jurnalul Regional este transmis în direct de la ora 19.00. Jurnalul conține știri de actualitate regională, informații din sport și meteo. De la ora 22.00 emite "Ediția de provincie", revista presei regionale prezentată în același sistem de fiecare studio teritorial.

## Recepție
Din anul 2010 CNA impune tuturor firmelor de cablu să retransmită toate canalele TVR (în funcție de regiune) prin criteriul must-carry. Astfel TVR Cluj este obligatoriu la retransmisie în județele: Cluj, Bistrița-Năsăud, Sălaj, Bihor, Sibiu, Maramureș, Satu Mare, Alba, Covasna, Harghita, Brașov și Mureș
Programul TVR Cluj poate fi recepționat prin:
- satelit, în toată țara, în întreaga Europă, zone din Asia, Africa Nordică și Orientul Mijlociu  (Satelit: Eutelsat W2M 16 grade est, frecvența de recepție 11.471 MHz, Vertical, SR 29950, FEC 5/6) - TVR Cluj se recepționează necriptat.

- Televiziune digitală terestră (DVB-T2 în România).
- cablu, prin intermediul tuturor societăților distribuitoare, în principal în marea majoritate a localităților urbane și rurale din zona centrului Transilvaniei precum și în alte zone din țară.
- online media.tvrcluj.ro[nefuncțională]
 și tvrplus.ro
- IPTV